# Ángel Losada Fernández
Ángel Losada Fernández (Berna, 20 de diciembre de 1953) es un diplomático español. Embajador de España en Irán (desde 2021).

## Biografía
Licenciado en Derecho por la Universidad de Navarra, obtuvo el premio extraordinario de fin de carrera (1978). Inició su carrera profesional en la OTAN coincidiendo con la entrada de España en la organización. 
Ingresó en 1984 en la carrera diplomática. Estuvo destinado en las representaciones diplomáticas españolas en Etiopía, Chile y representación permanente de España ante las Naciones Unidas con sede en Ginebra. Ha sido Subdirector General de Organismos Internacionales Técnicos, Consejero en la Representación Permanente de España ante la OTAN, ministro consejero en la Embajada de España en Cuba, vocal asesor en el Gabinete de la Secretaría de Estado de Cooperación Internacional. 
Ha ocupado el cargo de embajador de España en misión especial en la Estructura de Mando de la Fuerza Internacional de Asistencia para la Seguridad en Afganistán - ISAF (agosto de 2004); Embajador de España en Nigeria (enero de 2006-febrero de 2011); Embajador de España en Kuwait (2011-2014)
Tras prestar sus servicios como Representante sspecial de la Unión Europea para Libia y el Sahel (2014-2015) fue nombrado embajador de España en Irán (2022).
Losada Fernández trabajó con el resto de la Embajada en Teherán para conseguir la liberación de Ana Bandeira (Galicia, 1998), turista española que fue detenida (12 de octubre de 2022) en la ciudad iraní de Shiraz, al suroeste del país. Su detención se prolongó durante 137 días —de los que estuvo incomunicada dos meses—, hasta que fue liberada (26 de febrero de 2023). También desempeñó un destacado papel en las negociaciones que culminaron con la liberación del ciudadano español Santiago Sánchez Cogedor, detenido en octubre de 2022 mientras viajaba a pie al mundial de fútbol de Catar y que permaneció casi 15 meses encarcelado en Irán hasta su liberación el 31 de diciembre de 2023.